# Coupe de France féminine de cyclisme sur route 2007
Cet article traite uniquement de la compétition féminine. Pour les résultats de la compétition masculine, voir Coupe de France de cyclisme sur route 2007.
Navigation
Coupe de France 2006 Coupe de France 2008
La Coupe de France féminine de cyclisme sur route 2007 est la 8e édition de la Coupe de France féminine de cyclisme sur route. La victoire finale revient à la Française Marina Jaunatre.
Cette édition se déroule du 25 mars au 30 août 2007 et est composée de six épreuves comme lors de l'édition précédente.

## Résultats
| Dates    | Courses                                          |  | Vainqueur          |
| 25 mars  | Cholet-Pays de Loire féminin                     |  | Marina Jaunatre    |
| 9 avril  | Prix de la Ville de Pujols                       |  | Magali Mocquery    |
| 15 avril | Ladies Berry Classic’s Cher                      |  | Aurélie Halbwachs  |
| 17 mai   | Trophée des grimpeurs féminin                    |  | Jeannie Longo      |
| 3 juin   | Circuit National Féminin de Saint-Amand-Montrond |  | Karine Gautard     |
| 30 août  | Classic Féminine de Vienne Poitou-Charentes      |  | Émilie Blanquefort |

## Classement
|     | Coureur            | Pts. |
| --- | ------------------ | ---- |
| 1re | Marina Jaunatre    | 167  |
| 2e  | Laurence Leboucher | 152  |
| 3e  | Karine Gautard     | 150  |
| 4e  | Pascale Jeuland    | 146  |
| 5e  | Béatrice Thomas    | 131  |
| 6e  | Mélanie Bravard    | 127  |
| 7e  | Magali Mocquery    | 120  |
| 8e  | Sophie Creux       | 120  |
| 9e  | Émilie Blanquefort | 107  |
| 10e | Sylvie Riedle      | 104  |